# 正定清真寺
正定清真寺，位于河北省石家庄市正定县城内镇州南街东侧，是一处正定县文物保护单位。现由正定县回民小学使用。

## 历史
正定清真寺系正定府镇台闵正丰（回民）建于清道光十二年（1832年）。

## 建筑
现存一座礼拜大殿，能容纳教徒几百人，面阔三间，进深五间。

## 保护
1995年5月10日，正定清真寺公布为县级重点文物保护单位。